# Jonathan Demme
Jonathan Demme, ameriški filmski režiser, * 22. februar 1944, † 26. april 2017. 

## Življenjepis
Demme je najprej študiral veterino, toda že zgodaj pričel pisati filmske kritike in delati pri filmsko-distribucijskih podjetjih. Leta 1969 je srečal Rogerja Cormana, ob katerem se je razvil kot režiser, producent ter avtor dokumentarnih filmov in glasbenih spotov. 
Po velikih uspešnicah Ko jagenjčki obmolknejo in Philadelphia ni doživel več komercialnega uspeha. Onkraj filmskega dela je tudi politično aktiven.
Tudi njegov preminuli nečak, Ted Demme, je bil režiser.

## Filmi (izbor)
- 1978 - Columbo (epizoda Umor à la Carte)
- 1980 - Melvin in Howard
- 1984 - Stop Making Sense (koncertni film o Talking Heads)
- 1988 - Poročena z mafijo
- 1991 - Ko jagenjčki obmolknejo
- 1993 - Philadelphia
- 1998 - Beloved
- 2002 - Resnica o Charlieju
- 2004 - Mandžurski kandidat
- 2008 - Rachel se poroči

## Nagrade
- 1992: oskar za najboljšo režijo za Ko jagenjčki obmolknejo